# Agra (Unternehmen)
Agra ist ein landwirtschaftliches Unternehmen im südwestafrikanischen Staat Namibia. Bis zum 31. Januar 2013 war das Unternehmen als Genossenschaft unter dem Namen Agra Co-operative registriert. Seit dem 1. Februar 2013 ist Agra ein Aktienunternehmen.
2009 hatte Agra 4549 Mitglieder, was einen starken Rückgang von 7409 in 2008 bedeutet.

## Geschichte
Ihren Ursprung hat Agra in der Farmer's Co-operative Union (FCU) die bereits 1946 gegründet wurde. Erster Sitz war Kapstadt in Südafrika. Hauptaufgabe war damals die Vermarktung von Karakul. 1949 wagte die ebenfalls in Südafrika ansässige Boeresaamwerk Bpk. den Eintritt in den namibischen Markt. 1975 schlossen sich diese beiden Gewerkschaften unter dem Namen Boere Koöperatief Beperk (BKB) zusammen. Am 1. Juli 1980 wurde unter dem Namen Agra die erste eigenständige namibische Landwirtschaftsgenossenschaft aus der BKB heraus gegründet.

### Umwandlung in Wirtschaftsunternehmen
Seit Anfang 2010 wurde die Umwandlung in ein Wirtschaftsunternehmen vorangetrieben, die bis 31. Juli 2010 abgeschlossen sein sollte. Agra hatte somit den Status einer Genossenschaft verloren. Aufgrund von Löschungsproblematiken aus dem Genossenschaftsregister hat die Umwandlung jedoch längere Zeit in Anspruch genommen.
Die Umwandlung wurde zum 1. Februar 2013 abgeschlossen. Mitglieder sind seitdem Aktieninhaber.

## Geschäftsbereiche
Agra gliedert sich in verschiedene, landesweit operierende Geschäftsbereiche.
- Auktionen und Vieh
- Einzel- und Großhandel (unter anderem 18 landesweit verstreute Verkaufsniederlassungen für Endverbraucher, vier Treibstoffdepots und zwei Großhandelslager)
- Safariausrüstung (unter dem Namen „Safari Den“)
- Immobilien
- Beratung (unter dem Namen „Agra ProVision“)